# Sandra Izbașa
Sandra Raluca Izbaşa (Bucareste, 18 de junho de 1990) é uma ex-ginasta romena, que disputou a modalidade artística pela Romênia.
Começou praticar a modalidade desde os quatro anos de idade, a ginasta foi  representante da elite da modalidade artística romena de 2002 a 2013, quando anunciou sua aposentadoria. Em 2006, entrou para a elite sênior nacional, e no mesmo ano, foi campeã europeia dos exercícios de solo. Em 2008, tornou-se bicampeã continental do aparelho e campeã da prova coletiva, além de medalhista da trave de equilíbrio. Em agosto do mesmo ano, disputou os Jogos Olímpicos de Pequim, no qual encerrou campeã olímpica em sua especialidade, o solo. Por equipes, encerrou com a medalha de bronze, superada pela nação anfitriã e pelas norte-americanas. Em Campeonatos Mundiais, é detentora de três medalhas, duas delas conquistadas em uma única edição.
Em sua vida pessoal, tem como hobbie, ouvir música, ler, caminhar e assistir a programas de tv. Tem em sua ex-companheira de seleção, Steliana Nistor, uma grande amiga, com quem partilha seu tempo livre. Sua inspiração no desporto, é a ex-ginasta russa Svetlana Khorkina.

## Biografia
Sandra é filha única do casal Florin Nicolae e Roxana Daniela, assistentes médicos da cidade natal da ginasta, Bucareste. Antes de iniciar na ginástica artística, Izbasa ainda tentou praticar o tênis e a esgrima. Contudo, ambos os esportes assustaram a romena de até então, quatro anos de idade. Após alguns meses de práticas, a jovem interrompeu os treinamentos e dedicou-se ao handebol, na escola. Logo depois, já era campeã nacional na categoria júnior. Seus pais, no entanto, decidiram mudar mais uma vez o esporte da filha, colocando-a na ginástica, pensando que este seria o melhor esporte para Sandra.
Izbasa, uma vez iniciada no desporto, passou a treinar em um clube local, o CSS Steaua Bucareste, sob os cuidados de Nicolae Forminte. Em 2002, aos doze anos, foi selecionada para integrar a equipe nacional romena, passando a treinar no Centro de Treinamento Nacional, o CSS Cetate Deva. Consequentemente, intensificou sua rotinas e treinamento e aumentou as dificuldades de suas séries. Sua estreia na elite sênior deu-se quatro anos depois, no Campeonato Nacional. No mesmo ano, a ginasta foi premiada como "Ginasta do Ano", pela Federação Romena de Ginástica. Em 2008, após as conquistas olímpicas, novamente receberia um prêmio atribuído pela Federação, dessa vez como "Atleta do Ano". Em abril de 2009, a ginasta sofreu uma lesão no pé, o que a submeteu a uma cirurgia no local, o que a manteve afastada do esporte por três semanas. Meses depois, em preparação para o Mundial de Londres, sofreu uma nova lesão no pé direito, que a fez retirar-se da ginástica por um certo tempo. Seu retorno ao esporte deu-se apenas um ano depois. Em sua rotina, Raluca tem em sua ex-companheira de equipe, Steliana Nistor, uma grande amiga, com quem compartilha seus hobbies de leitura, música e caminhadas. Na carreira acadêmica, foi aceita em 2009, na Universidade Babeş-Bolyai, em Cluj-Napoca, no qual cursa a faculdade de educação física, especializando-se em fisioterapia e motricidade especial. Sua inspiração na ginástica é a ex-ginasta russa Svetlana Khorkina.

## Carreira
Izbaşa começou na ginástica artística em 1994, ao quatro anos e entrou para a equipe nacional romena em 2002, na categoria júnior. Quatro anos depois, já competia pela elite sênior. Desde o princípio, treina no ginásio CSS Steaua Bucharest, mas seus treinadores mudaram desde então. A primeira a tutelar a jovem foi Eliza Stoica, após, Nicolae Forminte, que a acompanhou durante grande parte de sua carreira, porém, diante da saída deste da seleção, passou a ser comandada pelo também romeno, Octavian Belu, coordenador da equipe. Seus principais aparelhos são o solo e a trave, embora prefira as competições do individual geral.

### ROM Júnior
Sandra entrou para a elite da ginástica romena aos doze anos, quando ingressou na categoria júnior do país, em 2002. Contudo, suas grandes competições só se iniciaram em 2004, tanto em edições nacionais, quanto nas internacionais.
Sua estreia deu-se em Campeonato Nacional Júnior, no qual só foi quinta colocada nas barras assimétricas. No compromisso seguinte, deu-se mais uma competição nacional júnior. Nele, conquistou a medalha de ouro no concurso geral, no salto sobre a mesa e nas paralelas assimétricas; nos exercícios de solo foi terceira colocada. Na maior competição do ano, competiu no Europeu Júnior, realizado em Amsterdã. Disputando os quatro aparelhos, encerrou na sexta colocação, ao marcar 35,324 pontos. Na prova coletiva, conquistou a medalha de prata, superada pela equipe russa. Por aparatos, foi medalhista de prata no solo e finalista no salto sobre a mesa (5º) e na trave de equilíbro (4º). No ano seguinte, aos quinze anos, disputou o Nacional Romeno, do qual conquistou mais três medalhas: prata nas assimétricas e bronze no individual geral e solo. No mesmo ano, estreou em competições internacionais, no Japan Junior International, no qual vieram suas primeiras medalhas de ouro - a primeira delas no individual geral, e nas finais do solo e do salto. De volta à Romênia, Izbasa participou do Campeonato Romeno Júnior. Nesse, dos cinco pódios disputados, subiu em todos. Foram três medalhas de prata: no all around, no salto e nas barras assimétricas; e duas de bronze: no solo e na trave.

### ROM Sênior
Izbasa iniciou-se como sênior em 2006, ao dezesseis anos. Sua primeira competição foi o Campeonato Internacional Romeno, sendo ouro no salto e solo e medalhista de prata na trave e nas assimétricas. Na competição seguinte, disputou a etapa de Lyon da Copa do Mundo, no qual saiu medalhista de prata nos exercícios de solo e de bronze na trave de equilíbrio. Em maio, disputou mais uma competição internacional: o Campeonato Europeu de Vólos, na Grécia. No evento, a ginasta conquistou três medalhas; na prova coletiva, encerrou com a medalha de prata, ao ser superada pela equipe italiana, nas finais por aparelhos, encerrou com o bronze na trave - em prova vencida pela compatriota Catalina Ponor - e o ouro no solo, ao marcar 15,550 pontos, 0,100 a frente que a vice-colocada, a italiana Vanessa Ferrari. Após, competiu em seu primeiro Nacional na categoria sênior. Nele, a ginasta conquistou três medalhas de ouro, no individual geral, no salto sobre a mesa e novamente no solo. No último compromisso do ano, competiu na etapa de Glasgow da Copa do Mundo, no qual ao somar 15,300 pontos na final do solo, conquistou a medalha de ouro; na trave de equilíbrio, encerrou como terceira ginasta ranqueada.
Em 2007, Raluca continuou sua sequência de bons resultados e conquistou a medalha de bronze na disputa de solo na etapa parisiense da Copa do Mundo. Além, foi finalista no salto (6º) e na trave (5º). No mês seguinte, disputou o Campeonato Europeu na edição realizada em Amsterdã, que não contou com as provas por equipes. Ao final da disputa, conquistou a medalha de prata no individual geral (com a pontuação total de 59,900 pontos) e outra na trave (com o score de 15,525). Neste mesmo campeonato, em decorrência de dores, a jovem retirou-se da disputa no solo, no qual havia qualificado em primeiro lugar.
No ano seguinte, 2008, Izbaşa conquistou mais três medalhas no Campeonato Europeu de Clermont-Ferrand - duas de ouro, nos exercícios sobre o solo e por equipes e uma de prata na trave de equilíbrio, superada em 0,500 pontos pela campeã da prova, a russa Ksenia Semenova. Adiante, competiu na edição de Cottbus da Copa do Mundo, no qual encerrou como primeira do solo e terceira da trave, mostrando constância em seus dois principais aparelhos. Seu último compromisso competitivo do ano foi a Final da Copa do Mundo, realizada em Madrid. Nela, conquistou o bronze no solo, sendo superada pelas chinesas, Cheng Fei e Jiang Yuyuan - ouro e prata respectivamente. Em fevereiro de 2009, a ginasta foi o destaque Competição Nacional Nadia Comaneci, com três medalhas de ouro: equipe, concurso geral e salto. Dois meses adiante, o primeiro encontro internacional de grande porte, foi o Campeonato Europeu, realizado na cidade de Milão, na Itália. Nele a ginasta participou apenas da final do solo. Primeira colocada na competição anterior, a atleta não conseguiu repetir a campanha e encerrou a disputa na sétima colocação. Apesar de realizar uma prova nivelada com as demais ginastas, Sandra competiu com nota de partida 1,6 pontos inferior a nota com a qual disputou os Jogos Olímpicos e 1,1 pontos abaixo da nota da vencedora deste evento, a britânica Beth Tweddle. Em preparação para o Mundial de Londres, Sandra sofreu uma lesão no pé direito, que a fez afastar-se do desporto durante o restante da temporada. Seu retorno deu-se apenas em setembro do ano seguinte, na etapa de Gante da Copa do Mundo. Nela, a ginasta competiu apenas no solo, e somando 14,325 pontos, encerrou com a medalha de ouro. No compromisso seguinte, participou do Nacional Romeno, do qual saiu vitoriosa no salto e no solo, na trave encerrou vice-campeã. Na competição seguinte, deu-se o triangular entre Romênia, Suíça e Alemanha, no qual encerrou campeã por equipes com uma pontuação de 229,950. Em 30 de setembro, a poucos dias do Mundial de Tóquio, a Federação Romena decidiu retirá-la da lista de participantes do evento, após a ginasta não conseguir se recuperar de uma lesão sofrida no tendão de aquiles, o mesmo que a havia obrigado a operar em setembro de 2009.

## Campeonato Mundial de Ginástica Artística

### Aarhus 2006
Na cidade dinamarquesa de Aarhus, em sua estreia em Campeonatos Mundiais, aos dezesseis anos, Izbasa qualificou-se para cinco finais, o que a tornou uma das estrelas da elite da ginástica nacional. O técnico Forminte chegou a afirmar que a equipe romena enviada a esse Mundial, era a mais inexperiente desde Nadia Comaneci. Na qualificatória coletiva, a Romênia conquistou o direito de disputar a final ao somarem a quinta maior nota, 232,600, superada por Rússia, Ucrânia, China e Estados Unidos. Individualmente, no total de pontos obtidos, a ginasta foi a sétima melhor colocada, com o total de 59,825, em bateria vencida pela norte-americana Chellsie Memmel.
A primeira final disputada, por equipes, foi ao lado das companheiras Cristina Elena Chiric, Steliana Nistor, Daniela Druncea, Florica Leonida e Loredana Sucar. Nela as romenas, após totalizarem 175,450 pontos, encerraram na quarta colocação, em prova vencida pelas chinesas. Na sequência, na prova do individual geral, Izbasa foi, ao lado da compatriota Nistor, uma representante da Romênia. Nesse evento, conquistado pela italiana Vanessa Ferrari, foi a medalhista de bronze após somar 60,250 pontos, superada em nota por Ferrari e pela segunda colocada, a norte-americana Jana Bieger. Nos aparelhos, disputou suas outras três finais: no salto sobre a mesa, foi oitava colocada, em disputa vencida pela chinesa Cheng Fei; já na trave de equilíbrio, encerrou sua participação com a conquista de sua segunda medalha na edição, ao somar 15,500 pontos, atrás por 0,075 pontos da campeã da prova, a ucraniana Iryna Krasnianska. Adiante, disputou sua última final, os exercícios de solo, no qual cometendo alguns erros em sua performance, marcou 15,375 pontos e atingiu apenas a sexta colocação, 0,500 pontos atrás da medalhista de ouro, a chinesa Cheng Fei.

### Stuttgart 2007
Neste campeonato, dessa vez realizado na Alemanha, Izbasa classificou-se individualmente e coletivamente. Na primeira final disputada, deu-se a final por equipes, ao lado de Cătălina Ponor, Steliana Nistor, Cerasela Patrascu, Daniela Druncea e Andreea Grigore, conquistou a medalha de bronze, atrás dos Estados Unidos e da China, ouro e prata, respectivamente, e com o somatório de 178,100 pontos.
Qualificada para mais duas finais, não conquistou medalhas em nenhuma delas. Na primeira, o concurso geral, somou após as quatro rotações, 59,225 pontos e encerrou na nona colocação, mais de dois pontos atrás da campeã da prova, a norte-americana Shawn Johnson. Na final da sua especialidade, o solo, não ultrapassou a oitava e última posição, pontuada com 14,525. A campeã da prova foi novamente a representante dos Estados Unidos, Johnson, que somou 15,250 pontos.

### Roterdã 2010
Após recuperar-se da lesão adquirida no joelho a ginasta voltou a competir em uma edição do Mundial. A equipe romena formada por Sandra, Ana Porgras, Diana Chelaru, Raluca Haidu e Gabriela Dragoi somou 172,162 pontos e terminou na quarta colocação na primeira fase da qualificatória. Além, a ginasta pontuou 14,766 nos exercícios de solo e obteve vaga para disputar a final do aparelho, com a terceira maior nota. Durante a final coletiva, realizada em 20 de outubro, a equipe manteve a constância nas rotações e atingiu 173,096 pontos, suficiente para deixá-las na quarta posição do ranking geral. As russas, lideradas pela estreante Aliya Mustafina, conquistaram a medalha de ouro. Na única final individual no qual atingiu nota, Sandra novamente não conquistou medalhas. Competiu com uma nota de dificuldade de 5.9, a maior dentre as competidoras. Porém, sua nota de execução, foi comprometida pelas falhas cometidas durante sua apresentação, e com 8,883, somou apenas 13,893 pontos, suficiente apenas para a sétima colocação geral. A australiana Lauren Mitchell conquistou a medalha de ouro, 0,850 pontos a frente da ginasta romena.

## Jogos Olímpicos

### Pequim 2008
Em sua estreia em Olimpíadas, na edição de Pequim, China, Izbasa colaborou mais uma vez com a equipe. Ao lado de Steliana Nistor, Anamaria Tamarjan, Gabriela Dragoi, Andreea Grigore e Andreea Acatrinei a equipe romena classificou-se para a prova coletiva com a quarta maior nota, ao totalizarem 238,425, quase dez pontos atrás das chinesas. Durante as rotações, a atleta representou a nação em todos os aparelhos. Sandra, individualmente, tendo disputado os quatro aparelhos, foi a 13ª ginasta no ranking geral de classificação, e a segunda entre as romenas, permanecendo a frente de Tamirjan. Em sua especialidade a ginasta qualificou-se com a segunda maior nota, atrás da chinesa Cheng Fei.
Na final coletiva realizada no dia 13 de agosto, a romena competiu apenas em três aparelhos e, agora com a maior nota da equipe na trave e no solo, elevou a colocação do time nessas rotações para o terceiro e segundo lugar, respectivamente. No entanto, com a quinta posição na bateria das barras assimétricas, a seleção totalizou 181,525, pouco mais de sete pontos da soma das primeiras colocadas, as anfitriãs, que venceram a disputa com um total de 188,900. No concurso geral, disputado dois dias depois, Sandra melhorou em nota suas apresentações e marcou ao final das quatro rotações realizadas, 60,750 pontos, suficientes para a oitava colocação no ranking geral da competição. A outra representante do país, Steliana Nistor, pontou 0,300 a mais que a atleta e encerrou na quinta colocação. No topo da classificação e detentora da medalha de ouro, terminou a norte-americana, segunda colocada nas qualificatórias, Nastia Liukin.
Por aparelhos, a ginasta disputou a final dos exercícios de solo, sendo a única representante romena no aparelho. Izbasa, foi a última ginasta a se apresentar, logo depois da norte-americana Nastia Liukin. Até então, nenhuma atleta havia conseguido ultrapassar a pontuação de Shawn Johnson, 15,500. Ao final de sua performance sobre o tablado, marcou 15,650 e superou a favorita a prova, Johnson, e conquistou a medalha de ouro. A penúltima a se apresentar, Liukin, completou o pódio desta edição olímpica com a medalha de bronze.

### Londres 2012
Em sua segunda olimpíada, na edição de Londres, em 2012, Izbasa compôs o time que garantiu o bronze, ao lado de Catalina Ponor, Diana Bulimar e Larissa Iordache. Durante as rotações, a ginasta colaborou para as provas de salto e solo, onde obteve as maiores notas da equipe que superou a atual campeã, China.
Individualmente a ginasta competiu na prova de Individual Geral, vencida por Gabrielle Douglas tendo disputado os quatro aparelhos e terminando em quarto lugar, após errar a prova de barras assimétricas. Na final do solo, Izbasa despontou como favorita, no entanto, após uma queda na última passada, terminou a prova em oitavo e último lugar, a campeã foi a norte-americana Ally Raisman, principal rival de Izbasa. Na final do salto, era esperada a medalha de prata para Romênia, já que Mckayla Maroney aparecia como favoritíssima, porém, após um erro no gravíssimo no segundo salto, a norte-americana terminou em segundo lugar, após ser superada por Sandra.

## Principais resultados
| Ano  | Evento                                    | AA                | Equipe            | Salto sobre o cavalo | Trave             | Barras assimétricas | Solo              |
| ---- | ----------------------------------------- | ----------------- | ----------------- | -------------------- | ----------------- | ------------------- | ----------------- |
| 2004 | Campeonato Nacional Romeno (júnior)       |                   |                   |                      |                   | 5º                  |                   |
| 2004 | Campeonato Europeu (júnior)               | 6º                | Medalha de prata  | 5º                   | 4º                |                     | Medalha de prata  |
| 2005 | Campeonato Nacional Romeno (júnior)       | Medalha de bronze |                   |                      |                   | Medalha de prata    | Medalha de bronze |
| 2005 | Japan Junior International                | Medalha de ouro   |                   | Medalha de ouro      |                   |                     | Medalha de ouro   |
| 2005 | Campeonato Internacional Romeno           | Medalha de prata  |                   | Medalha de prata     | Medalha de bronze | Medalha de prata    | Medalha de bronze |
| 2006 | Copa do Mundo – Lyon                      |                   |                   |                      | Medalha de bronze | 6º                  | Medalha de prata  |
| 2006 | Campeonato Internacional Romeno           |                   |                   | Medalha de ouro      | Medalha de prata  | Medalha de prata    | Medalha de ouro   |
| 2006 | Campeonato Europeu                        |                   | Medalha de prata  | 7º                   | Medalha de bronze |                     | Medalha de ouro   |
| 2006 | Campeonato Mundial de Ginástica Artística | Medalha de bronze | 4º                | 8º                   | Medalha de prata  |                     | 6º                |
| 2007 | Campeonato Europeu                        | Medalha de prata  |                   |                      | Medalha de prata  |                     | 8º                |
| 2007 | Copa do Mundo – Paris                     |                   |                   | 6º                   | 5º                |                     | Medalha de bronze |
| 2007 | Campeonato Mundial de Ginástica Artística | 9º                | Medalha de bronze |                      |                   |                     | 8º                |
| 2008 | Campeonato Europeu                        |                   | Medalha de ouro   |                      | Medalha de prata  |                     | Medalha de ouro   |
| 2008 | Copa do Mundo – Cottbus                   |                   |                   |                      | Medalha de bronze |                     | Medalha de ouro   |
| 2008 | Jogos Olímpicos                           | 8º                | Medalha de bronze |                      |                   |                     | Medalha de ouro   |
| 2008 | Copa do Mundo – Madrid                    |                   |                   |                      | 4º                |                     | Medalha de bronze |
| 2009 | Campeonato Europeu                        |                   |                   |                      |                   |                     | 7º                |
| 2010 | Copa do Mundo – Gante                     |                   |                   |                      |                   |                     | Medalha de ouro   |
| 2010 | Campeonato Nacional Romeno                |                   |                   | Medalha de ouro      | Medalha de prata  |                     | Medalha de ouro   |
| 2010 | Campeonato Mundial de Ginástica Artística |                   | 4º                |                      |                   |                     | 7º                |
| 2011 | Copa do Mundo – Paris                     |                   |                   |                      |                   |                     | Medalha de ouro   |
| 2011 | Campeonato Europeu                        |                   |                   | Medalha de ouro      |                   |                     | Medalha de ouro   |
| 2012 | Campeonato Europeu                        |                   | Medalha de ouro   | Medalha de ouro      |                   |                     |                   |
| 2012 | Jogos Olímpicos                           | 5°                | Medalha de bronze | Medalha de ouro      |                   |                     | 8°                |